# 泰國第3電視台
泰國第3電視台是泰國的国有免费電視台，旧台址及类比发射塔位在曼谷孔堤縣拍喃四路，现台址位于曼谷都会区拉玛四路马林诺塔。

## 歷史
泰國第3電視台由泰國傳媒（MCOT）、BEC World（曼谷娱乐公司）所擁有，在1970年3月16日啟播彩色電視廣播。模擬訊號停播後變為BEC-TERO集團全資擁有。
該電視台是泰國最後一個停播模擬電視訊號的無線電視台，模擬訊號已於2020年3月26日凌晨0時停播，距離該電視台開播正好滿50年。
2021年，由Tero Entertainment制作的所有娱乐节目均被删除并转移至7频道播出。

## 節目特式
- 早期多採購中国大陆、香港、日本及韓國電視劇配上泰語配音，題材以男歡女愛、武俠及古裝為主並長期在當地獲得高收視，隨著近年外購節目被收費電視及串流平台大舉購入，改以自製劇集為主並成功維持收視領導地位。

## 旗下藝人
泰國第3電視台同時為一藝人經紀公司，旗下有演員、主持人、歌手及模特。
（註：括號內的為藝人的小名或中文名（如有））

### 男藝人
- 帝拉傑·翁普亞潘（Ken）
- 馬力歐·莫瑞爾（Oh）
- 普林·蘇帕拉（Mark）
- 納得克·庫吉米亞（Nadech）
- 瓦凌通·帕哈甘（Great）
- 塔納瓦·瓦塔納普（Pope）
- 卡寧·淖布拉迪（Puen）
- 奈哈·西貢索邦 （Nine）
- 吉拉宇·唐思蘇克（James）
- 詹姆斯·馬（James Ma）
- 查纳堤普·波通坎（Jay）
- 亞歷山大·倫德爾（英语：Alexander Rendell）（Alex）
- 兰实·西拉南侬（Auan）
- 恰約隆·西嵐亞堤迪（Chai）
- 威绍特·汉莫拉（Most）
- 察猜·本班尼（英语：Chatchai Plengpanich）（Nok）
- 納瓦希·普潘塔奇斯（Pon）
- 提拉達·邁特瓦拉育（Alek）
- 泰貢·康恰（Pop）
- 彻查文·朱普拉通（Kwan）
- 郭興·拉恰宮（Go）
- 塔納克昂·龐塞耶農（Au）
- 克裡特坎·普拉西特潘尼（Paint）
- Kiatkamol Lata（英语：Kiatkamol Lata）（Tui）
- 帕威特·维恩侬（Mac）
- 路易斯·斯科特（Louis）
- 艾卡彭·宗克查功（英语：Ekkaphong Jongkesakorn）（First）
- Chakapan Chan-O（Jack）
- 瓦迪功·朋蘇比海倫（Kiak）
- Passakorn Krausoponpong（Pom）
- 哇提勒維·拍桑固翁（August）
- 登坤·恩加内特（Kuan）
- 塔克利·達萬鵬（Phet）
- 苏林永·阿伦瓦塔那坤（Deaw）
- 邁蘇·君讓迪功（英语：Masu Junyangdikul）（Masu）
- 吉帕儂·克瓏卡弗（Ball）
- Narawit Chitbanchong（Khame）
- Nithi Samutkhochon（Job）
- 索拉維·薩本（Kong）
- 納塔吾·斯金傑（Poh）
- 瓦西拉維奇·阿蘭塔納旺（Ryu）
- 塔纳鹏·披查帕（Pann）
- 查克林·普里帕特（Gap）
- 坦塔·塔林匹隆（Judo）
- 坤纳荣·帕拉德乐（Ting）
- 帕斯威奇·布拉納努特（Smith）
- Kantiphat Nakhpan（Phat）
- Kittitat Pradab（Bird）
- 卡寧·斯坦雷（Ohm）
- Sarun Kaewjinda
- Narissan Lokavit（New）
- 帕拉達·楚查瓦喬迪功（First）
- 卡納吾·翟彼帕塔納朋（Gulf）
- 图查蓬·古旺（Job）
- 達維·格凌陂勒（Tae）
- 塔納朋·扎盧吉塔儂（Tee）
- 帕努瓦·普利马尼楠（Ice）
- Chawanwat Thongyu（Phoom）
- Siraphop Soifa（Fluke）
- นัฐนิช ประดิษฐาน（เป็นไต๋）
- Lava Killick（Lava）
- สรรเพชญ์ คุณากรณ์（เอม）
- พีระกฤตย์ พชรบุณยเกียติ（Friend）
- วรชน แก้วจินดา（Tum）
- Narissan Lokavit（New）
- Wisarut Hiranbuth（Pai）
- Thasapon Wiwitwaron（Peterpan）
- Kittipon Tippayatayarut（Au）
- Noppawit Thaitae（Phupa）
- Weerapat Onsa-ard（Franky）
- Sarut Nawapraditkul（Mil）
- กันติพัส นาคปั้น（Phat）
- Surint Karawoot（Woot）
- 查帕特·孔蘇布（Tae）
- 德辛英·平察特里（Chain）
- 尼措空·卡瓊伯利叻（Meen）
- Kajbhunditt Jaidee（Junior）
- 卡倫·阿拉姆斯里（Kin）
- Smithi Likhitmaskul（Ou）
- Wongwachira Petchkeaw（Care）
- Narawit Chitbanchong（Khame）
- Thatchathon Sabanun（Pop）
- 納坤·斯克瑞艾（Perth）
- Kiatkamol Lata（英语：Kiatkamol Lata）（Tui）
- 麦克·巴尼坦（Mickey）
- 塔拉·蒂帕（英语：Tara Tipa）（Boat）
- 查南提普·坡通卡（Champ）
- 彭薩帕特·坎卡姆（Fluke）
- 蘇帕蓬·尤多坎扎納（Saint／黃明明）
- 諾帕考·德查帕塔納坤（Kao）
- 皮拉維·塔奇沙鵬（Mean／洪天逸）
- 鞏塔普·尤他畢查（Peak／王陽情）

### 女藝人
- 鄺玲玲（Lingling)
- 可恩娜帕·瑟塔拉塔那彭（Orm）
- 拉妮·坎彭（Bella）
- 烏拉薩雅·斯帕邦德（Yaya）
- 坦雅帕·帕塔拉媞拉猜差容（Namfah）
- 金伯莉·安妮·田舍利（Kim／Kimmy）
- 梅拉達·蘇斯麗（Bow）
- 娜塔玻·提米露克（Taew）
- 普恩佩荻·坤彭·羅薩瓦（PP）
- 蘭拉薇·俄袞瓦拉瓦（Mint）
- 伊莎亞·賀蘇汪（Oom）
- 琳拉達·考布瓦賽（Pie）
- 耶娜·薩拉斯（Gina）
- 娜琳雅·君夢坤沛（Yada）
- 阿納妲·普拉柯吉（Ying）
- 帕特裡夏·德查諾·古德（Pat）
- 查雅妮·彩佳容（Tita）
- 查塔瑞卡·西緹普容（Care）
- 皮茶帕·潘圖慕欽達（Pear）
- 佩瑪·班澤倫（Prim）
- 娜緹查·南翁（英语：Nutticha Namwong）（Kaykai）
- 帕澤功·布莎娜瓦迪（Cine）
- 蘇莉婭蕾·亞卡蕾（Prigkhing）
- 芘拉妮·鞏泰（Matt）
- 丹妮絲·潔莉爾查·卡本（Denise）
- 茶諾素妲·蘭莎納維斯（Gap）
- 普里亞坎·賈坎特（Yiiiwha）
- 莎拉莉·普拉西丹隆（Bam）
- 薇拉甘·塞尼丹緹昆（Maprang）
- 娜溫達·貝爾托蒂（Mint）
- 查妮達帕·彭西皮帕特（英语：Chanidapa Pongsilpipat）（Best）
- 楠萌·蘇提達查奈（Namnung）
- 洛蕾娜·舒特（Lena）
- 帕查琳·茱格萊盧恩彭（Namfon）
- 緹妲叻·布勒彤（Enjoy）
- 瑪麗蓮·凱特·加德納（Kate）
- 阿曼達·查理莎·奧布丹（Da）
- 妮莎瓊·唐蘇努恩（Mae）
- 莎蘭婭·君帕緹（Nink）
- 娜塔莎·朱拉暖（Natty）
- 塔麗卡·茵蘇萬（Mind）
- 卡莫茶諾·柔莎緹恩（Benz）
- 斯蒂芬妮·勒絲（Steph）
- 西琳娜·維迪亞芙（Mook）
- 帕查瓊·蘇普雷（Pang）
- 艾麗莎·安·海因斯（Lisa）
- 帕莉薩雅·加羅奈蒂薩（Reindeer）
- 妮雅·馬克拉（Neeya）
- 素帕帕·彭查倫拉（Candy）
- 魯吉拉妲·迪斯袞·那·阿育他亞（Whipcream）
- 素帕彭·翁塔依彤（Boom）
- 尼塔莎·吉拉尤吉恩（Mew）
- 特里尼亞·莫森（Kat）
- 安·通巴頌（Ann）
- 施莉達·詹森（Rita）
- 芘扎塔娜·翁沙納塔納辛（Namtarn）
- 纳米蓝·同马尼王（Saimai）
- 珍妮·提恩坡蘇皖（英语：Janie Tienphosuwan）（Janie）
- 吉塔帕·贾帕彤（Ja）
- 阿拉亞·A·亥蓋特（Chompoo）
- 賈琳珀恩·朱恩凱（Toey）
- 卡洛琪達·坤蘇婉（Praw）
- Patcharawalai Pongpamon（Naamon）
- 波恩徹塔·娜·桑空拉（Benz）
- 蘋阿西彭·文郭明（Meji）
- 納塔莎·本普拉喬姆（Yoghurt）
- 菲麗塔·素萍蓬普（Namwhan）
- 琳拉妮·斯莉彭（Joy）
- 缇查雅·布迪塔坤甘（Bo）
- 康雅帕·蓬萨可（Sakul）
- 阿丽娜·多琳（Alina）
- 艾麗莎·安·海因斯（Lisa）
- Supapat Phoncharoenrat（Candy）
- Saralee Prasitdamrong（Bam）
- Whip Disriyakorn（Whippy）
- Thananya Sirinimnualkul（Pop）
- 切特查·披姆彤（Maya）
- 娜琳雅·軍夢坤沛（Yada）
- 卡丽雅·尼胡特（Lita）
- 帕特莎琼·苏普莉（英语：พรรษชล สุปรีย์）（Pang）
- 拉里萨·米萨达·威尔莫特（Lala）
- 阿蒙拉达·恰雅德（Mona）
- 楠拓娜特·洛苏婉（Fai）
- 娜查·德查蒙卡拉琵瓦（Mew）

## 前藝人
- 坎雅拉·奇拉查基特（Tik）（2000年至2005年）
- 烏薩瑪妮·維泰雅濃（Kwan）（2001年－2003年）
- 莎若查·瓦緹塔盼（Tao）（2003年－2010年）
- 希拉潘·瓦塔娜金達（Noon）（2005年－2012年）
- 卡寧·普特瑪南（Don）（2008年－2012年）
- 艾絲特·蘇普莉拉（Esther）（2012年－2015年）
- 帕西塔·阿帝安南塔薩（Grace）（2012年－2016年）[註 1]
- 瓦拉甘·薩瓦功（Chap）（2013年－2016年）[註 1]
- 蘇妮薩·傑特（Vicky）（1999年－2017年）
- 維塔亞·瓦蘇格來帕訕（Aun）（2008年－2017年）
- 普林瑪納·蘇望南儂（Peck）（2016年－2018年）
- 雅緹帕·拉查帕爾（Yard）（2002年－2019年）
- 纳瓦拉·翁瓦莎娜（Mint）（2009年－2019年）
- 米歇爾·伯曼（Michelle）（2012年－2019年）
- 普朋·彭帕努（Ken）（2011年－2020年）
- 阿曼娜·古爾（Ice）（2012年－2020年）
- 妮查麗·忖勒扎查（Wawwa）（2012年－2020年）
- 查亞鵬·普帕特（New）（2017年－2020年）
- 波麗雀亞·彭檀娜妮可（英语：Preechaya Pongthananikorn）（Ice）（2018年－2020年）
- 扎隆·索纳特（Top）（2011年至2021年）
- 瓦立特·斯里桑塔納（Mai）（2013年－2021年）
- 潘娜莉·瓦倫旺絲（Natalie）（2015年－2021年）
- 娜琳迪帕·莎功翁昂派（Bua）（2011年－2022年）
- 塔寧·門羅恩斯（英语：Tanin Manoonsilp）（Bomb）（2011年－2022年）
- 希琳·帕莉迪雅濃（Chippy）（2013年－2022年）
- 迪爾娜·弗利波（Diana）（2013年－2022年）
- 素帕莎娜·他那差（Kao）（2016年－2022年）
- 納塔瓦·考布瓦賽（Cake）（2017年－2022年）
- 薩林·朗那基特（Inn）（2018年－2022年）
- 帕利特·廷通（Parit）（2019年－2022年）
- 莫茶諾·欣彩萍翩（Mo）（2019年－2022年）
- 英迪帕·塔尼（God）（2019年－2022年）
- 萍帕薇·克拉冰（Toon）（2020年－2022年）
- 查莉達·薇吉翁彤（Mint）（2006年－2023年）
- 帕貢·查博里拉（Boy）（2009年－2023年）
- 查奎琳·門恩（Jackie）（2011年－2023年）
- 瑪緹娜·丹迪布拉素（Yam）（2013年－2023年）
- 瓦立特·提普格马特（Ta）（2005年－2024年）[1]
- 娜塔妮查·丹瓦塔納瓦尼（Nychaa）（2013年－2024年）[2]
- 瑞斯莉·巴倫西亞嘉（英语：Rasri Balenciaga Chirathivat）（Margie）（2006年－2025年）
- 拉妮達·德查希（Preem）（2012年－2025年）

## 已停播頻道

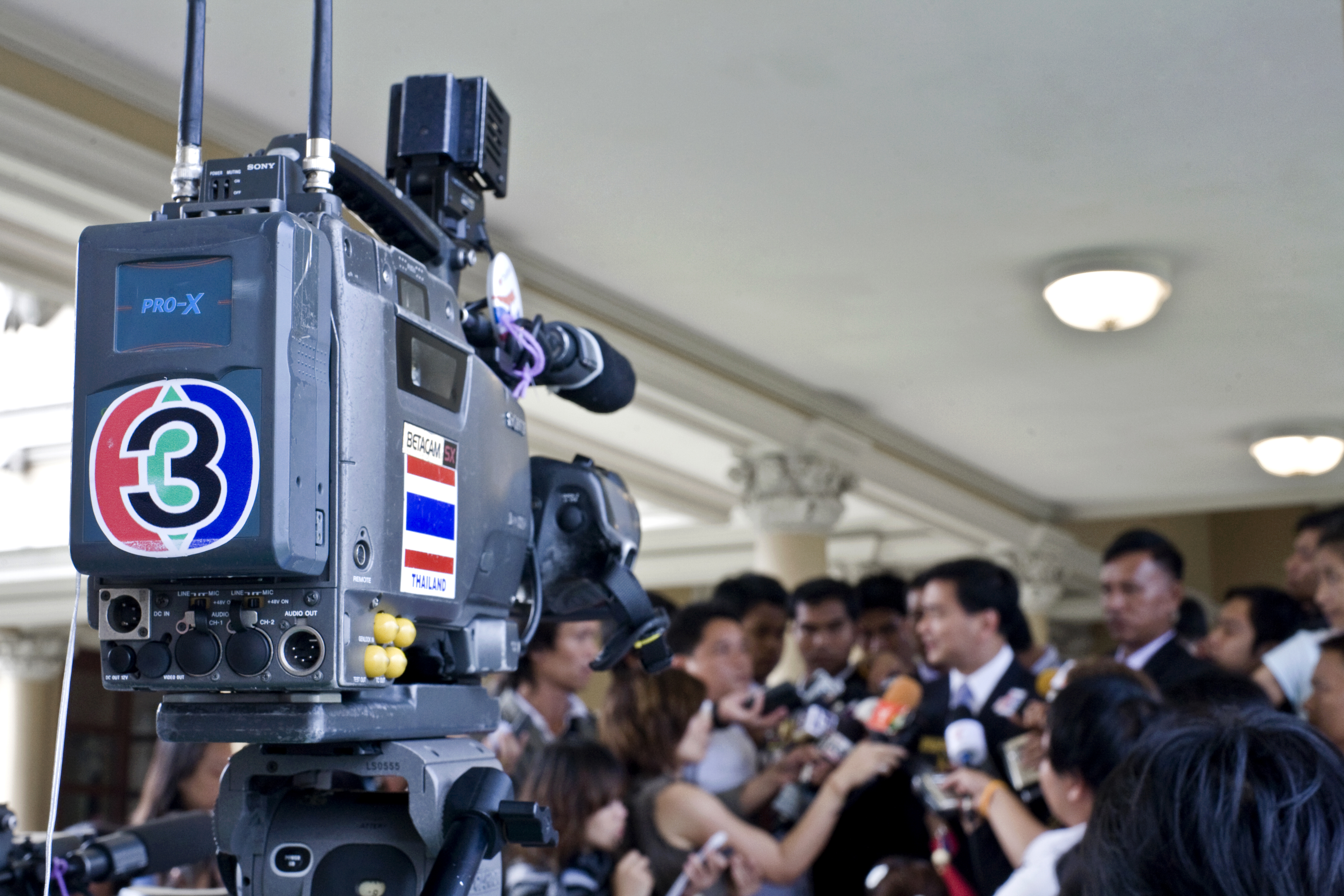
印有泰国第3电视台logo的摄影机器。

以下頻道皆於2019年9月30日停播：
- 3頻道 標清

## 合作伙伴
- 腾讯视频、WeTV（流媒体线上点播之战略合作伙伴[3]）
- 安徽广播电视台安徽卫视（中国大陆地区电视台引进播放的泰剧大部分均来自本频道）
- CHANGE2561[4]

## 重大事件
2010年5月19日下午，泰國第3電視台被不明身分人士侵入，導致電視台緊急疏散員工，電視訊號暫時中斷。